# Časopis Maćicy Serbskeje
Časopis Maćicy Serbskeje – łużyckie czasopismo wydawane w Budziszynie w latach 1848–1937.
Czasopismo ukazywało się dwa razy w roku w Budziszynie. Pierwszy numer ukazał się w 1848 roku. Na łamach pisma poruszana była tematyka związana z łużycką etnografią, historią, literaturą i zagadnieniami językoznawczymi. Autorzy drukowali rozprawy i teksty naukowe oraz utwory literackie w górnołużyckim i dolnołużyckim. Do 1937 roku ukazało się 170 zeszytów.